# آلدو مالدرا
آلدو مالدرا (به ایتالیایی: Aldo Maldera) بازیکن فوتبال و اهل ایتالیا است 

## تیم ملی
از سال ۱۹۷۶ میلادی عضو تیم ملی فوتبال ایتالیا بوده و در ۱۰ بازی ملی حضور داشته‌است. او در بازی‌های ملی‌اش گلی به ثمر نرساند.
آلدو مالدرا آخرین بازی ملی خود را در سال ۱۹۸۰ میلادی انجام داد.